# Aigamuxa
Aigamuxa é um ser fantástico originário da cultura Khoikhoi da África. É dito que possui olhos nos calcanhares, e aprecia a carne humana.